# Gnorimoschema soffneri
Gnorimoschema soffneri is een vlinder uit de familie tastermotten (Gelechiidae). De wetenschappelijke naam is voor het eerst geldig gepubliceerd in 1965 door Riedl.
De soort komt voor in Europa.